# Kvarteret Liljan

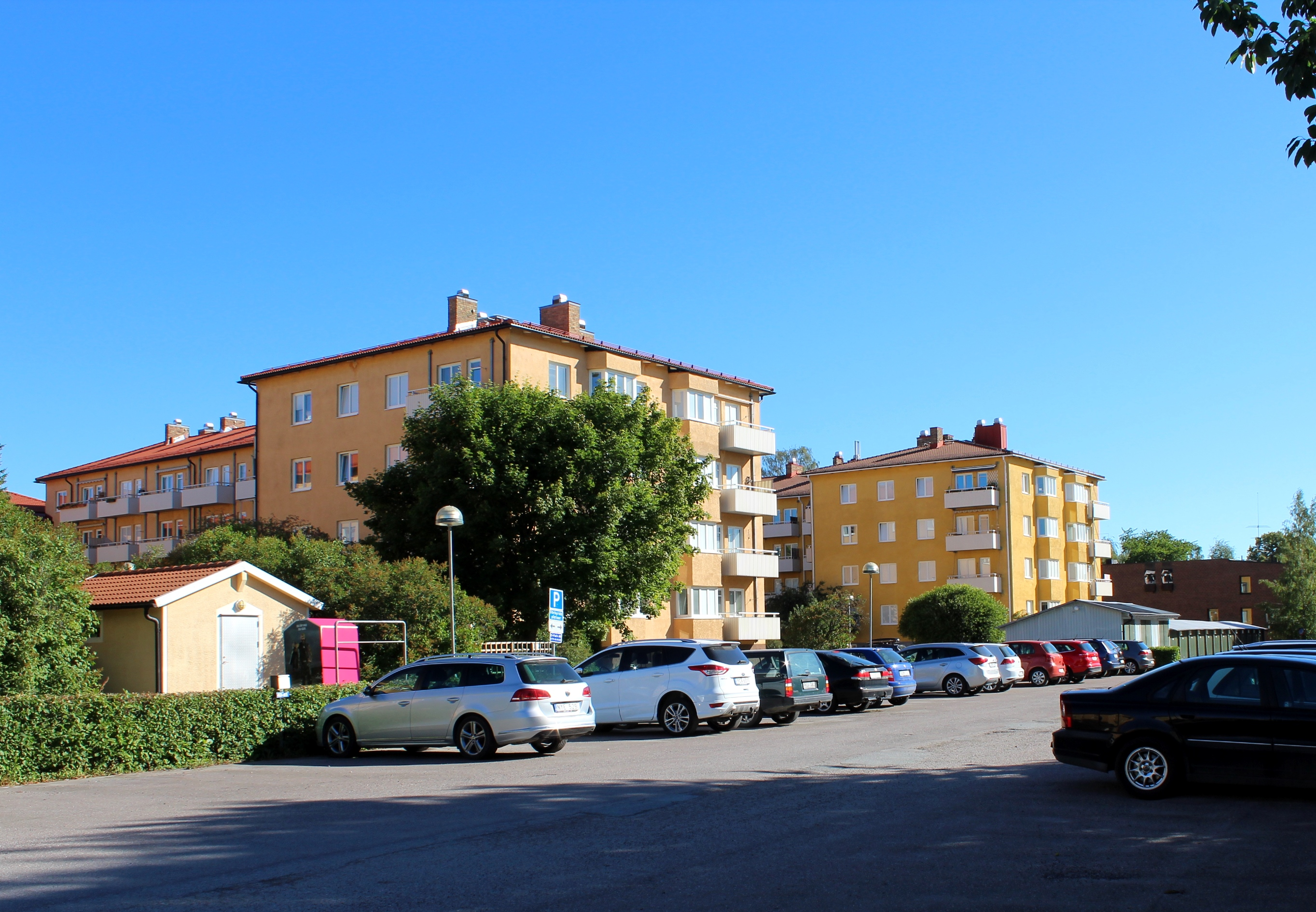
Kvarteret Liljan med Almtunakyrkan på höger sidan.

Kvarteret Liljan i Fålhagen i är ett kvarter i Uppsala. Det avgränsas av Torkelsgatan i nordost, Liljegatan i sydost, Sankt Göransgatan i sydväst och Ymergatan i nordväst. I kvarteret finns åtta flerfamiljshus byggda 1941–199945 samt Almtunakyrkan, invigd 1959. 

## Historia
Kvarteret Liljan representerar ett skifte i Uppsalas stadsplanering. I kvarteret finns de äldsta punkthusen i Uppsala, vilka kombinerades med lamellhus och grönområden för att skapa en miljö som kallades "hus i park".
Området planerades av Gunnar Leche 1934, då också kvartersnamnet fastställdes. År 1939 slogs de två kvarteren Torkel och Liljan samman till ett stort kvarter, kvarteret Liljan. Kvarteret bebyggdes under andravärldskrigsåren 1941-45 av HSB. Det första huset som byggdes 1941 ritades av Sten Carlquist medan de sju andra byggnaderna ritades av Kjell Ödeen och Gunnar Wejke. I kvarteret ligger även Almtunakyrkan, ritad av Peter Celsing.
Kvarteret Liljan är ett för Uppsala unikt kvarter av flera anledningar. Kvarteret var det första större område i Uppsala som planerades som en enhet. Genom att gå ifrån Gunnar Leches ursprungliga plan från 1934 med enbart lamellbyggnader och istället bygga ett mindre antal lamellbyggnader kopplade till punkthus skapades mer utrymmen för grönområden. Den nya funktionalistiska byggnationen med punkthus (de första i Uppsala) inspirerades av Le Corbusier och kallades "hus i park". Den här nya luftigare typen av bebyggelse med stora grönområden var ny för Uppsala. Gårdarna i kvarteret ritades av landskapsarkitekten Ulla Bodorff.
"Det bör åter betonas att Liljan är en solitär i stadens bostadsbebyggelse. Det är här som man för första gången i Uppsala har lyckats förverkliga byggandet av god miljö och verkligt funktionella bostäder för vanligt folk"